# Château de la Brunié
Le château de la Brunié est un château situé à Damiatte, dans le Tarn (France). Construit au XVIe siècle par la famille de Corneillan, il possède un pigeonnier classé. Le peintre Jacques Villon y a résidé un temps.

## Historique

### La famille de Corneillan

Le blason de la famille de Corneillan

Le château de la Brunié est construit à la fin du XVIe siècle. Néanmoins, l'organisation générale des bâtiments peut laisser penser que le donjon est antérieur, et que seules les ailes sont ajoutées à cette date, en englobant l'ancienne tour dans la construction.
De plus, dès le milieu du XVIe siècle, une certaine famille de Corneillan, sûrement liée à l'évêque Bernardin de Corneillan, est mentionnée comme étant seigneur de La Brunié.
Le premier membre connu est Jean de Corneillan, cité seigneur des lieux en 1538, qui épouse Jeanne de Villespassans. Il est suivi par Paul Ier de Corneillan marié en 1574 à Rose de Capriol, qui est aussi cité le 19 avril 1588 . Son fils, Paul II, épouse en 1606 Isabelle de Rouzet, mariage dont est issu Marquis de Corneillan (1611 - ?), marié à Isabelle de Lautrec-Saint-Germier.

### Le château de la Brunié
Peu après, au XVIIe siècle, les seigneurs de la Brunié font construire un pigeonnier, un peu à l'écart de l'édifice, classé comme monument historique en 1990. En 1727, il appartient toujours à la famille de Corneillan, puisque Sanson-Louis de Corneillan, résidant au château, fait un legs à sa nièce, de la famille de Verdiguier. Juste avant la Révolution française, en 1788 le château est racheté par une certaine famille Moulières, qui en fait le centre d'une exploitation agricole[réf. nécessaire].
Au cours de la Seconde Guerre mondiale, en 1940, le peintre Jacques Villon s'installe au château, qui appartient alors aux époux Vène,.
Aujourd'hui, l'une des ailes du château est convertie en gîte.

## Architecture
Le château de la Brunié se compose d'un corps de logis sur deux étages, flanqué de deux ailes opposés, celle au Nord orienté vers l'Est, celle au Sud orienté à l'Ouest. Une grosse tour rectangulaire, assimilable à un donjon, surmonte la toiture de tuile, à l'angle entre le logis et l'aile Sud. Elle présente une couverture typique de style toiture combinée.
Les jardins du château, sans être exceptionnels, sont plantés de cyprès de Provence, et d'un immense cèdre. Le pigeonnier de la Brunié, monté sur pilotis, est séparé de la bâtisse par une route.